# IsportsTV

IsportsTV는 스포츠를 주로 편성하는 인터넷 방송국이다. 주로, 아마추어 야구, 농구, 배구, 핸드볼을 중계한다.

## 아나운서
- 유수호
- 최춘식

## 해설 위원
- 야구 : 정수근